# أثينا بارثينوس

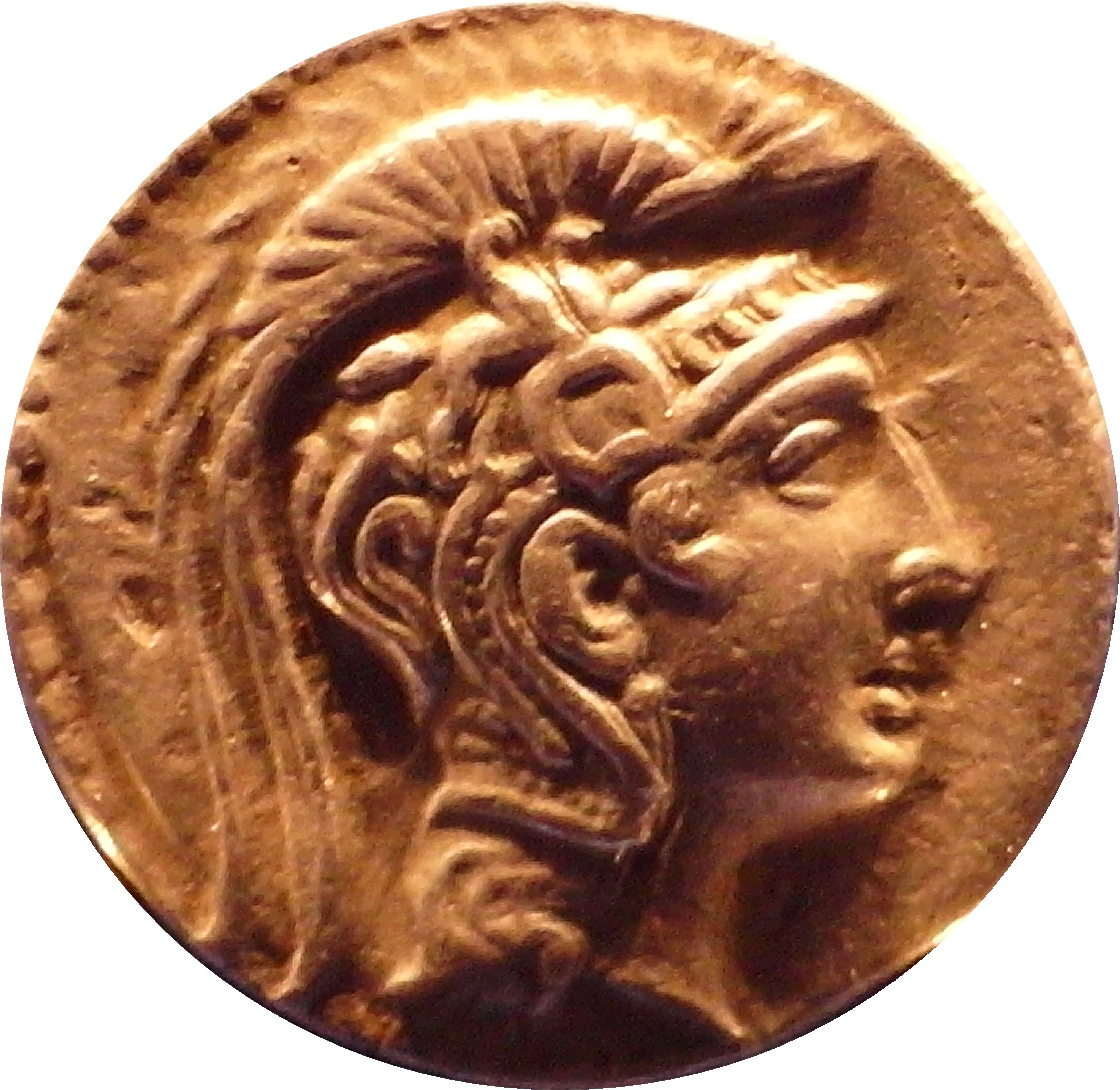
تترادراخما من أثينا، 126-125 قبل الميلاد، تظهر رأس أثينا بارثينوس للنحات فيدياس

أثينا بارثينوس (بالإغريقية: Ἀθηνᾶ Παρθένος)‏ هو نحت ضخم مفقود للإلهة الإغريقية أثينا، مصنوعٌ من الذهب والعاج بواسطة النحات فيدياس ومساعديه، وكان موجوداً داخل معبد البارثينون في أثينا، حيث تم تصميم هذا التمثال كنقطة محورية للمعبد.  كلمة بارثينوس والتي تعني العذراء كانت لقباً لأثينا إلهة الحكمة عند الإغريق. 

## التاريخ
كان تمثال أثينا بارثينوس يعتبر الصنم الأكثر شهرة لعبادة أثينا، ويعتبر واحداً من أعظم إنجازات النحات الأكثر شهرة في اليونان القديمة. بدأ فيدياس عمله حوالي عام 447 قبل الميلاد، وانتهى من البناء في عام 432 قبل الميلاد. في عام 296 قبل الميلاد، قام القائد لاكاريس بإزالة صفائح الذهب من التمثال، لكي يدفع أجور قواته، وربما تم طلي الصفائح البرونزية البديلة بالذهب في فترة لاحقة. تضرر النحت من حريق عام 165 قبل الميلاد، ولكن تم إصلاحه. 
ظلّ التمثال رمزاً عظيماً للمدينة لحوالي 1000 عام، حتى فقدانه واختفائه من السجل التاريخي، وهناك اعتقاد بأنه في القرن العاشر تم أخذ التمثال إلى القسطنطينية، وتم تدميره هناك لاحقاً.  ولكن لحسن الحظ، هناك العديد من النسخ المتماثلة والأعمال المستوحاة من التمثال، في العصور القديمة والحديثة.

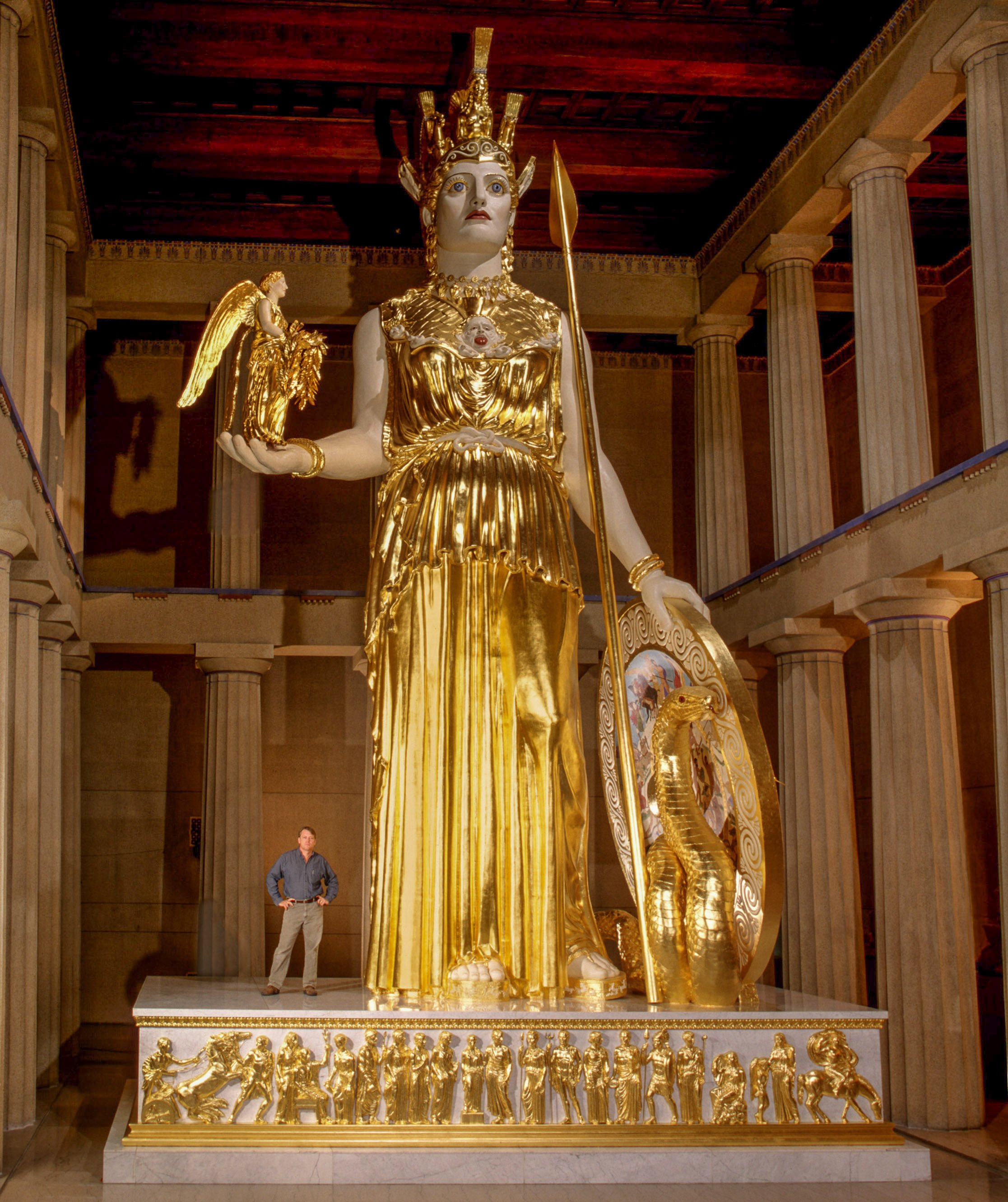
استنساخ تمثال أثينا بارثينوس في ناشفيل

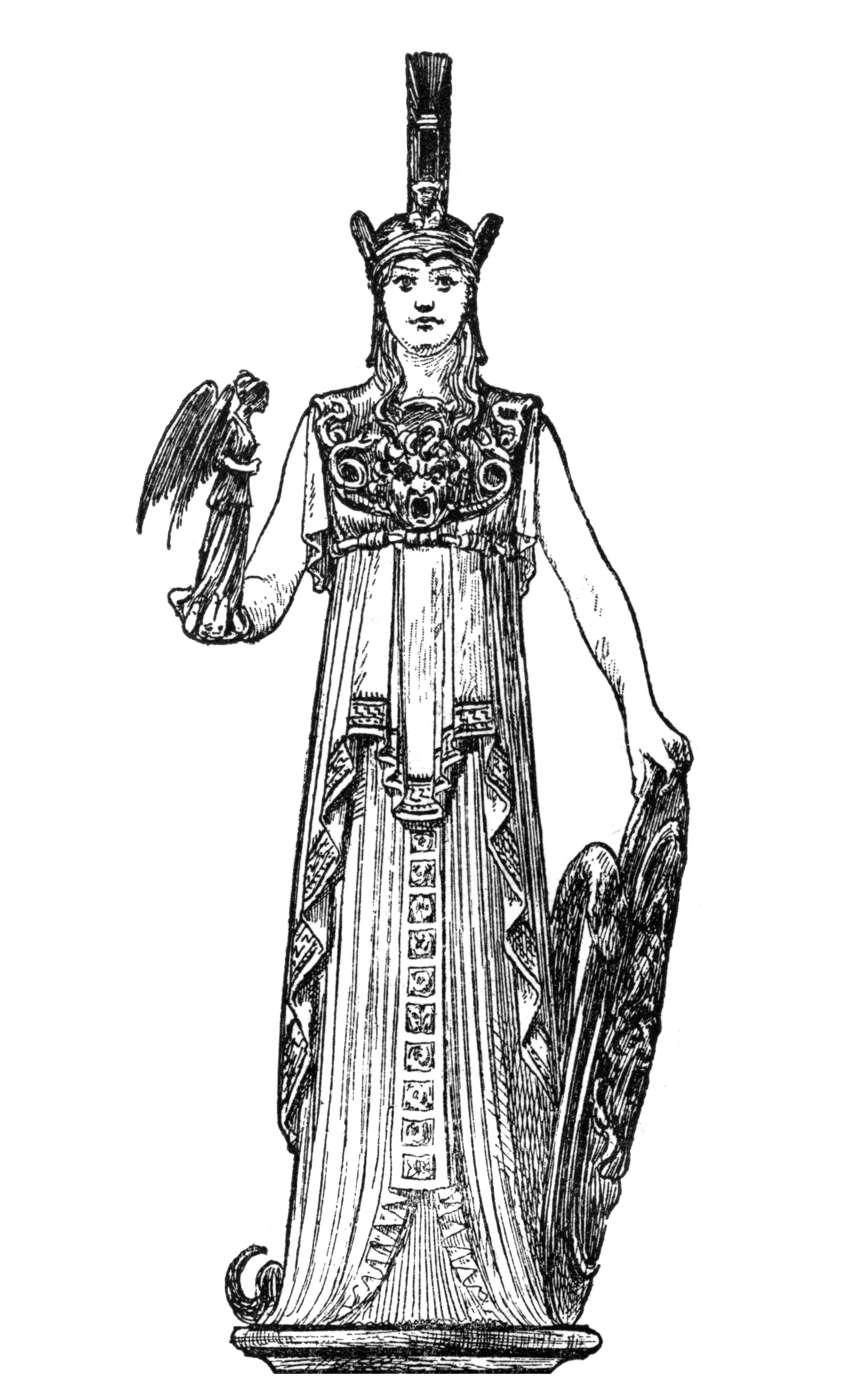
رسم توضيحي لأثينا بارثينوس

## التفاصيل

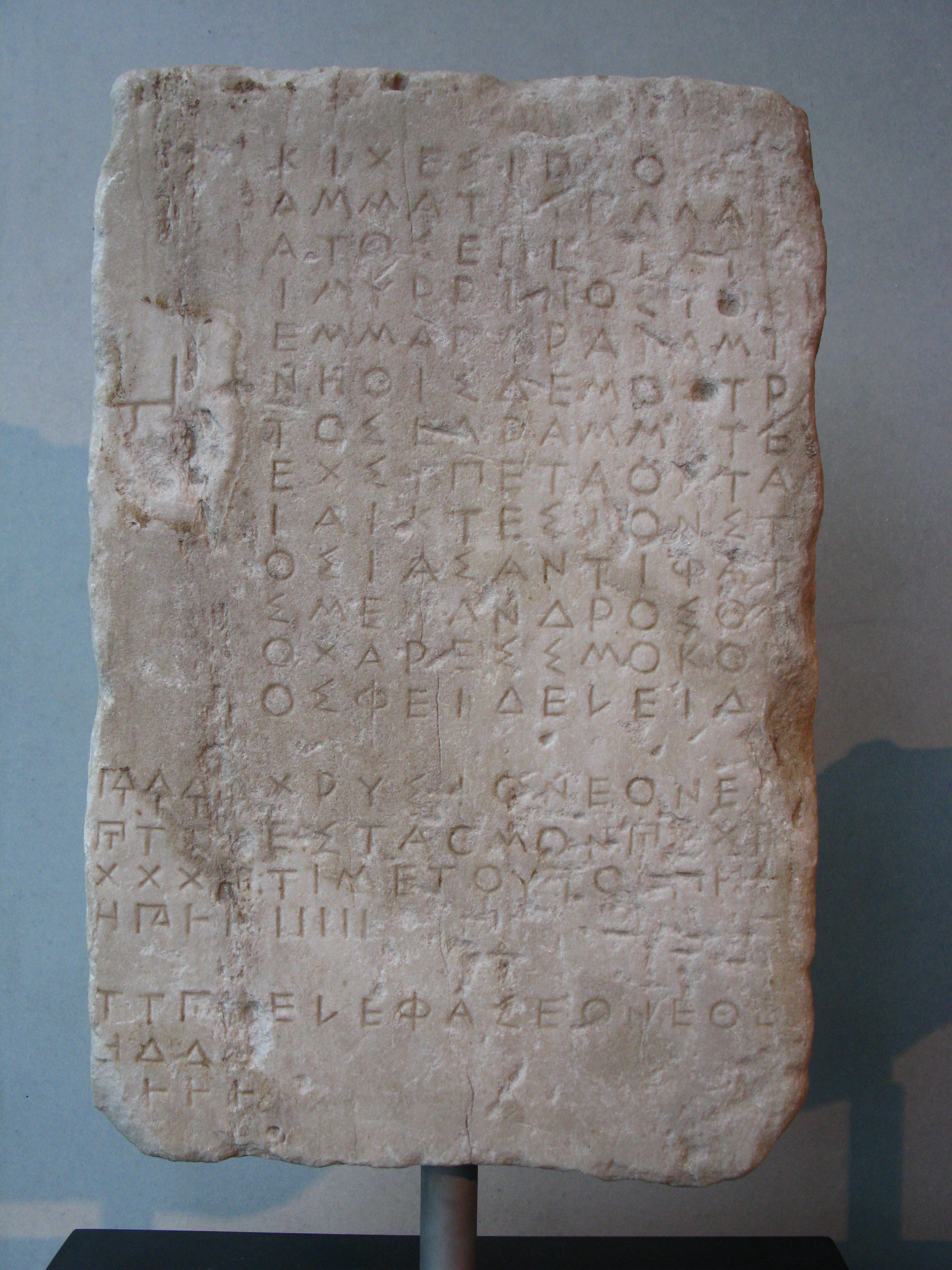
تسجيل لبناء أثينا بارثينوس من قبل فيدياس

يمكن رؤية الشكل العام لتمثال أثينا بارثينوس من الصور على العملات المعدنية،  ومن النسخ المصغرة المستخدمة كأعمال نذرية، ومن النقوش على الأحجار الكريمة المنقوشة. 
يصور التمثال أثينا بعد فوزها في معركة. بيدها اليسرى، تمسك درعًا يحتوي على منحوتات لمعركة أثينا ضد الأمازونيات. وبيدها اليمنى، تحمل تمثالاً لإلهة النصر نايك.  ركبتها اليسرى مثنية قليلاً، ويميل وزنها قليلاً نحو ساقها اليمنى. ترتدي ملحفة محزومة في وسطها بواسطة زوج من الثعابين، والتي تتجدل أذيالها في الخلف. تتدلى خصلات الشعر على درع الصدر. تمثال نايك على يدها اليمنى الممدودة مجنح، وهناك جدل حول ما إذا كان هناك دعامة تحته.  الموضع الدقيق للرمح الذي تحمله أثينا أيضا لم يحدد بشكل كامل.
كان التمثال بطول 26 ذراعا (حوالي 11.5 متر)، واقفاً على قاعدة بقياس 4 × 8 أمتار.  تم تجميع النحت على قالب خشبي، مغطى بألواح برونزية، مغطاة بدورها بألواح ذهبية قابلة للإزالة. باستثناء الأسطح العاجية لوجه الإلهة وذراعيها؛ كان الذهب يزن 44 طالنط، أي ما يعادل حوالي 1,100 كيلوغرام (2,400 رطل)؛ جسدت أثينا بارثينوس جزءًا كبيرًا من خزينة أثينا. 

## نسخ قديمة
نجا عدد من النسخ القديمة للتمثال كاملاً أو جزءاً منه، أهمها:
- فارفاكيون أثينا، وهي نسخة رومانية من القرن الثالث الميلادي، مصنوعٌ من الرخام، وموجودٌ في متحف الآثار الوطني في أثينا. يعتبر هذا التمثال بشكل عام النسخة الأكثر مطابقةً للنسخة الأصلية.
- لينورمانت أثينا، وهي نسخة صغيرة غير مكتملة، ربما من القرن الأول الميلادي، موجود أيضاً في متحف الآثار الوطني في أثينا.
- توجد نسخة أخرى في متحف اللوفر. [13]
- توجد نسخة أخرى في متحف روما الوطني في روما.
- توجد نسخة من القرن الثالث قبل الميلاد في المتحف الوطني لصربيا في بلغراد. [14]
- تم الاحتفاظ بنسخة مصغرة لدرع التمثال، مصنوعة من الرخام الروماني، وتعود إلى القرن الثالث قبل الميلاد، من مجموعة سترانغفورد، في المتحف البريطاني. [15]

## نسخة طبق الأصل في ناشفيل
يوجد نسخة حديثة من تمثال أثينا بارثينوس للنحات آلان لوكوير في ناشفيل، تينيسي.  تم منح لوكوير، وهو من سكان ناشفيل، مأمورية بناء تمثال معبد بارثينون. عمله مبني على الأوصاف المعطاة للتمثال الأصلي. استغرق التمثال الحديث ثماني سنوات لإكماله، وتم الكشف عنه للجمهور في 20 مايو 1990.
يتكون تمثال أثينا بارثينوس في ناشفيل من مركب من أسمنت الجص والألياف الزجاجية الأرضية. تم تجميع رأس أثينا على غلاف من الألمنيوم، وتم تصنيع الجزء السفلي من الفولاذ. ترتكز العوارض الأربع (بطول 10 بوصات) على هيكل خرساني، يمتد من خلال أرضية البارثينون والطابق السفلي وصولاً إلى الأساس، لدعم الوزن الكبير للتمثال. جعل لوكوير كل من ألواح الجبس وعددها 180 المستخدمة لإنشاء إنارة التمثال كافية ليتم رفعها بواسطة شخص واحد، وجعلها مثبتة بالحديد الصلب.
يصل طول تمثال ناشفيل إلى 12.75 متر، مما يجعله أكبر قطعة من النحت الداخلي في العالم الغربي.  ظلّ التمثال معروضاً في بارثينون ناشفيل كتمثال مجرد وأبيض لمدة اثنتي عشرة سنة. في عام 2002، قام متطوعو البارثينون بتذهيب أثينا تحت إشراف خبير الطلاء لو ريد. استغرق مشروع التذهيب أقل من أربعة أشهر، وجعل التمثال الحديث يبدو وكأنه يشبه إلى حد كبير الشكل الذي ظهر به تمثال فيدياس الأصلي لأثينا بارثينوس خلال ذلك الوقت.  

## روابط خارجية
- موقع ألان لوكوير
- ناشفيل بارثينون